# Artisornis moreaui
Costureiro-de-moreau ou felosa-de-bico-comprido (Artisornis moreaui) é uma espécie de ave da família Cisticolidae.
Pode ser encontrada nos seguintes países: Moçambique e Tanzânia.
Os seus habitats naturais são: regiões subtropicais ou tropicais húmidas de alta altitude.
Está ameaçada por perda de habitat.